# Compañía Petroquímica Bandar Imam
La Compañía Petroquímica Bandar Imam (en persa: شرکت پتروشیمی بندر امام‎) es una empresa iraní del sector petroquímico. Produce productos químicos, aromáticos, polímeros y GLP. Los principales productos petroquímicos - etileno, propileno, butadieno, benceno, tolueno y xilenos - se manufacturan en este complejo. Mayormente se convierten en productos intermedios y finales como polietileno ligero, polietileno de alta densidad, caucho sintético, cloruro de polivinilo, paraxileno y MTBE.
Esta empresa se formó en 1973 como empresa conjunta entre la Compañía Petroquímica Nacional de Irán y la japonesa Mitsui con el nombre Compañía Petroquímica Irán-Japón. Sin embargo, en 1986, después de que Mitsui se retirara del proyecto de construcción del complejo, todas sus acciones fueron adquiridas por la Compañía Petroquímica Nacional de Irán y el nombre cambió a Compañía Petroquímica Bandar Imam.
La Compañía Petroquímica Bandar Imam fue adquirida por la Industria Petroquímica del Golfo Pérsico en 2010.
La sede y plantas de esta compañía están ubicadas cerca de la ciudad de Bandar-e Mahshahr en la provincia de Juzestán. La compañía se encuentra en un terreno de aproximadamente 270 hectáreas en la costa noroeste del Golfo Pérsico en la provincia de Juzestán, a 160 km al sureste de Ahvaz y a 84 km al este de Abadán, en la Zona Económica Especial del Puerto Imam Jomeini.